# بویایی حشره

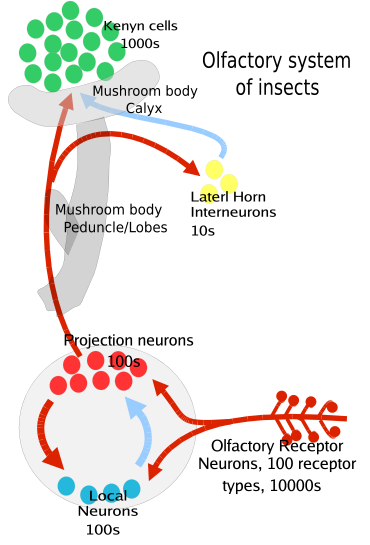
مسیر بویایی، حشرات

بویایی حشره (انگلیسی: Insect olfaction)، به عملکرد گیرنده‌های شیمیایی اشاره دارد که حشرات را قادر می‌سازد تا ترکیبات فرار را برای جستجوی غذا، اجتناب از شکارچیان، یافتن شریک جفت‌گیری (از طریق فرومون‌ها) و مکان‌یابی زیستگاه‌های تخم‌گذاری شناسایی کنند. بنابراین، مهم‌ترین احساس برای حشرات است. مهم‌ترین رفتار حشرات باید کاملاً زمان‌بندی شود که بستگی به بوی آن‌ها و زمان استشمام آن دارد. برای نمونه، بویایی برای مکان‌یابی گیاهان میزبان و شکار طعمه در بسیاری از گونه‌های حشرات ضروری است، مانند بازشاپرک فیلی و زنبور (Polybia sericea).
دو عضوی که حشرات عمدتاً برای تشخیص بوها از آن استفاده می‌کنند، آنتن‌ها و بخش‌های تخصصی دهان به نام کف فک بالایی هستند. با این حال، یک مطالعه اخیر نقش بویایی در تخمگذاری زنبورهای انجیر را نشان داده است. در داخل این اندام‌های بویایی، نورون‌هایی به نام نورون‌های گیرنده بویایی وجود دارد که همان‌طور که از نامش پیداست، گیرنده‌های مولکول‌های بو را در غشای سلولی خود جای می‌دهند. اکثر نورون‌های گیرنده بویایی معمولاً در آنتن قرار دارند. این نورون‌ها می‌توانند بسیار فراوان باشند. برای نمونه، مگس سرکه دارای ۲۶۰۰ نورون حسی بویایی است.
حشرات قادر به بو کردن و تمایز بین هزاران ترکیب فرار به‌صورت حساس و انتخابی هستند. حساسیت به میزان هماهنگی حشره با مقادیر بسیار کمی از یک بو یا تغییرات جزئی در غلظت یک بو است. انتخاب‌پذیری به توانایی حشرات در تشخیص یک بو از دیگری اشاره دارد. در میان بندپایان تغذیه کننده خون، این ترکیبات معمولاً به سه دسته تقسیم می‌شوند: اسیدهای کربوکسیلیک با زنجیره کوتاه، آلدئیدها و ترکیبات نیتروژن‌دار با وزن مولکولی کم.
حشرات به‌عنوان یک سیستم مدل برای مطالعه بویایی پستانداران و به‌ویژه انسان استفاده شده است. با این حال، برخلاف مهره‌دارانی که از گیرنده‌های جفت‌شده با گیرنده جفت‌شونده با پروتئین جی (G) استفاده می‌کنند، حشرات پروتئین‌هایی از جمله گیرنده‌های بویایی (ORs)، گیرنده‌های چشایی (GRs) و کانال یونی وابسته به لیگاند (IRs) را بیان می‌کنند که همگی کانال یونی وابسته به لیگاند هترومری هستند.
یک گونه شب‌پره از راسته پروانه‌سانان که به نام شب‌پره کرم‌بریده سیاه (Agrotis ipsilon) شناخته می‌شود، پروتئین‌های بیشتری از جمله پروتئین‌های اتصال دهنده به بو (OBPs)، پروتئین‌های اتصال‌دهنده شیمیایی (CSPs) و پروتئین‌های غشای نورون حسی (SNMPs) تولید می‌کند که به شب‌پره کمک می‌کند فرمون‌های جنسی و مواد خوشبو مانند آنهایی که از گیاهان میزبان آزاد می‌شوند را تشخیص دهد. مانند مهره‌داران، آکسون‌های نورون‌های حسی به گلومرول‌ها همگرا می‌شوند، اما در محل قرارگیری گلومرول‌ها متفاوت هستند. در پستانداران در پیازهای بویایی قرار دارند، اما در حشرات در لوب آنتن قرار دارند.

## تاریخ فرگشت
بویایی از نظر متابولیکی پرهزینه است. حتی پرهزینه‌تر، صفات پیچیده‌تر مرتبط با آن هستند. نیوِن و لافلین (۲۰۰۸) حساسیت بویایی بالا را از نظر انرژی پرهزینه می‌دانند و تحقیقات دیگر نشان داده‌اند که توانایی تغییر رفتار نهایی ناشی از محرک نیز همین‌طور است. معاوضه‌های فرگشتی درگیر حتی نیاز به مطالعه بیشتری دارد، زیرا تا سال ۲۰۱۶، بیشتر این تحقیقات در شرایط آزمایشگاهی با مواد غذایی غیرواقعی قابل اعتماد انجام شده است.

## آبشار بویایی
نورون‌های حسی در آنتن، کف فک‌بالا و لابل، سیگنال‌های الکتریکی مخصوص بو به نام اسپایک (پتانسیل‌های عمل) را در پاسخ به اتصال بوها به پروتئین‌های سطح سلولی مانند گیرنده‌های بویایی تولید می‌کنند. نورون‌های حسی در آنتن و فک بالا این اطلاعات را از طریق آکسون‌های خود به لوب آنتن می‌فرستند، در حالی که نورون حسی در لابل این اطلاعات را از طریق آکسون‌ها به گانگلیون زیر مری می‌فرستد. در داخل لوب آنتن، آنها با سایر نورون‌ها در ساختارهای نیمه خطی (با مرزهای غشایی) به نام گلومرول (Glomeruli)) سیناپس می‌شوند.
به‌طور خاص فرایند به شرح زیر است: ابتدا ماده خوشبو کننده به سمت آنتن حشره یا کف فک‌بالا که با برجستگی‌های مو مانندی به نام سنسیلوم
(Sensillum) پوشانده شده است حرکت می‌کند. سپس ماده خوشبو کننده از طریق منافذ ریز در اسکلت بیرونی (یا کوتیکول) حساس آن وارد می‌شود و در مایع بین سلول‌ها به نام مایعات برون‌سلولی منتشر می‌شود. در آنجا مولکول بویایی به پروتئین اتصال‌دهنده بویایی متصل می‌شود که آن را به یک تیم گیرنده و گیرنده مشترک (Orco) در سطح نورون گیرنده بویایی (ORN) منتقل می‌کند. این منجر به شلیک پتانسیل عمل توسط نورون به سمت پایین آکسون می‌شود. این سیگنال به لوب آنتن یا گانگلیون ساب مری مغز حشرات فرستاده می‌شود و سپس می‌تواند اطلاعات را با سیگنال‌های دیگر سنسیلوم ادغام کند.
این گیرنده‌های بویایی (ORN) دوقطبی هستند، در یک طرف دندریت‌های بویایی با گیرنده‌های بو و در طرف دیگر آکسون‌هایی هستند که پتانسیل عمل را به لوب آنتنی مغز حمل می‌کنند. لوب‌های آنتن دارای دو نوع نورون هستند، نورون‌های پیش‌افکن (بیشتر تحریک‌کننده) و نورون‌های موضعی (بازدارنده، با مقداری تحریک‌کننده). نورون‌های پیش‌افکن پایانه‌های آکسون خود را به بخشی از مغز حشرات به نام اجسام قارچی (که در تنظیم پاسخ‌های بو یادگرفته شده مهم هستند) و قسمت دیگری از مغز به نام شاخ جانبی (که در تنظیم واکنش‌های بو ذاتی مهم است) می‌فرستند. هر دوی این مناطق بخشی از پروتوسربروم (protocerebrum) مغز حشرات هستند.

## روش‌های پژوهش
ضبط پتانسیل عمل به سه روش مختلف الکتروآنتنوگرام، الکتروپالپوگرام و ضبط تک حسی (SSR) انجام می‌شود. در الکتروآنتنوگرام (EAG) و الکتروپالپوگرام (EPG) پتانسیل عمل از کل آنتن یا پالپ فک بالا به ترتیب ثبت می‌شود. الکتروآنتنوگرام‌ها و الکتروپالپوگرام‌ها یک دید کلی از بویایی در اندام مربوط ارائه می‌دهند. در طول یک ضبط تک حسی، یک الکترود فقط در یک سنسیلوم وارد می‌شود و ضبط فقط از گیرنده‌های بویایی که در آن سنسیلوم وجود دارد، انجام می‌شود و اطلاعات دقیق‌تری را ارائه می‌دهد.
هر یک از این روش‌ها را می‌توان با کروماتوگرافی گازی با وضوح بالا ترکیب کرد تا ترکیبات فرار را از حیوانات یا زیستگاه‌های مهم جدا کند. برای نمونه، از این روش می‌توان برای تعیین اینکه کدام ترکیب از یک گل خاص برای زنبور عسل جذاب‌تر است استفاده کرد. ضبط‌شده از نورون‌های پیش‌افکن نشان می‌دهد که در برخی حشرات تخصص و تبعیض قوی برای بوهای ارائه‌شده توسط گیرنده‌های بویایی وجود دارد. این امر به‌ویژه برای نورون‌های پیش‌افکن ماکروگلومرول‌ها، مجموعه‌ای تخصصی از گلومرول‌ها که مسئول تشخیص فرومون‌ها هستند، صادق است.

## دافع و جذب‌کننده
انسان‌ها از سیستم بویایی حشرات برای کنترل آفات کشاورزی و ناقل بیماری استفاده می‌کنند. برای برخی از آفات کشاورزی، فرمون‌های جنسی تولیدشده در تله‌ها قرار می‌گیرند تا بزرگسالان را قبل از تخم‌گذاری که منجر به خروج لاروهای مخرب آن‌ها شود، بگیرند. در حالی که هزاران ماده شیمیایی وجود دارد که حشرات می‌توانند تشخیص دهند، محدوده کمی وجود دارد که حشرات از آن به‌عنوان نشانه برای حرکت به سمت یا دور شدن از منبع بو استفاده می‌کنند.
هنر پیدا کردن یک ماده جاذب یا دافع برای یک حشره مورد علاقه، پیچیده و فرآیندی طولانی و فشرده است. برای نمونه، استفاده از فرمون‌ها فقط حشرات را در مرحله تولیدمثل، دوره کوتاهی از زندگی آنها، جذب می‌کند. در حالی که عطرهای غذا ممکن است برای حشرات گرسنه جذاب باشد، اما در مزرعه‌ای پر از محصول که برای آن حشره خوشایند است، مؤثر نخواهد بود.

### جاذب و دافع وابسته به موقعیت
حشرات از سیگنال یکسانی برای بسیاری از کاربردهای مختلف بسته به موقعیت استفاده می‌کنند که به آن صرفه جویی شیمیایی می‌گویند. موقعیت‌هایی که ممکن است نحوه رفتار یک حشره را در واکنش به رایحه تغییر دهد، مواردی مانند غلظت ترکیب، مرحله زندگی حشره، وضعیت جفت‌گیری آن، سایر نشانه‌های بویایی، وضعیت تغذیه حشرات (گرسنه یا سیر)، زمان روز یا حتی وضعیت بدن حشرات. برای نمونه، مگس‌سرکه به سرکه سیب بسیار جذب می‌شود، اما در غلظت‌های بسیار بالا یک گیرنده بویایی اضافی (که میل ترکیبی کمی برای سرکه، Or85a دارد) فعال می‌شود که رفتار مگس را از جاذبه به بیزاری تغییر می‌دهد. این رفتارهای متفاوت به یک نشانه، شکل‌پذیری رفتاری نامیده می‌شود.

### دی‌اکسیدکربن
بسیاری از حشرات قادر به تشخیص تغییرات بسیار جزئی در غلظت دی‌اکسیدکربن هستند. در حالی که مشخص شده است که دی‌اکسیدکربن در هر بندپایان مورد مطالعه یک جذب کننده است و در نظارت و کنترل پشه بسیار مهم است، حتی این واکنش کلیشه‌ای نیز می‌تواند پلاستیکی باشد. مگس‌سرکه هنگام راه رفتن از دی‌اکسیدکربن اجتناب می‌کند اما هنگام پرواز به سمت آن حرکت می‌کند.

### دیت
نشان داده شده است که بسیاری از حشرات (و سایر بندپایان) از مناطق حاوی دیت (N,N-diethyl-3-methylbenzamide) اجتناب می‌کنند. آنها ذاتاً از دیت اجتناب می‌کنند، احتمالاً به این دلیل که یک «گیج‌کننده» است که گیرنده‌های چشایی، یونوتروپیک و بویایی را تحریک می‌کند و تعامل دیگر مواد خوشبو را با این گیرنده‌ها «تحریف می‌کند».